# 大東村 (福島県)
大東村（おおひがしむら）は福島県石川郡にかつて存在した村である。

## 地理
- 現在の須賀川市、旧須賀川市の東部に位置する。
- 村は阿武隈川の東岸に位置する。

## 歴史
村名は、大森村の大と川東村の東を組み合わせて大東村となった。

### 年表
- 1931年（昭和6年）10月30日 - 川東駅が開業。
- 1955年（昭和30年）1月1日 - 大森田村・川東村が合併し大東村が発足。
- 1967年（昭和42年）2月1日 - 須賀川市に編入され廃止。

### 行政区域変遷
- 変遷の年表

| 大東村村域の変遷（年表） | 大東村村域の変遷（年表） | 大東村村域の変遷（年表） |
| 年                       | 月日                     | 旧大東村村域に関連する行政区域変遷 |
| ------------------------ | ------------------------ | --- |
| 1889年（明治22年）       | 4月1日                   | 町村制施行により、以下の村がそれぞれ発足。 - 大森田村 ← 大栗村・狸森村・雨田村 - 川東村 ← 小作田村・市野関村・日照田村・田中村・上小山田村・下小山田村 |
| 1955年（昭和30年）       | 1月1日                   | 大森田村・川東村が合併し大東村が発足。 |
| 1967年（昭和42年）       | 2月1日                   | 大東村は須賀川市に編入され、消滅。 |

- 変遷表

| 大東村村域の変遷表 | 大東村村域の変遷表 | 大東村村域の変遷表 | 大東村村域の変遷表    | 大東村村域の変遷表            | 大東村村域の変遷表 | 大東村村域の変遷表 |
| 1868年 以前        | 1868年 以前        | 明治22年 4月1日    | 明治22年 - 昭和64年   | 明治22年 - 昭和64年           | 平成元年 - 現在    | 現在               |
| ------------------ | ------------------ | ------------------ | --------------------- | ----------------------------- | ------------------ | ------------------ |
|                    | 大栗村             | 大森田村           | 昭和30年1月1日 大東村 | 昭和42年2月1日 須賀川市に編入 | 須賀川市           | 須賀川市           |
|                    | 狸森村             | 大森田村           | 昭和30年1月1日 大東村 | 昭和42年2月1日 須賀川市に編入 | 須賀川市           | 須賀川市           |
|                    | 雨田村             | 大森田村           | 昭和30年1月1日 大東村 | 昭和42年2月1日 須賀川市に編入 | 須賀川市           | 須賀川市           |
|                    | 小作田村           | 川東村             | 昭和30年1月1日 大東村 | 昭和42年2月1日 須賀川市に編入 | 須賀川市           | 須賀川市           |
|                    | 市野関村           | 川東村             | 昭和30年1月1日 大東村 | 昭和42年2月1日 須賀川市に編入 | 須賀川市           | 須賀川市           |
|                    | 日照田村           | 川東村             | 昭和30年1月1日 大東村 | 昭和42年2月1日 須賀川市に編入 | 須賀川市           | 須賀川市           |
|                    | 田中村             | 川東村             | 昭和30年1月1日 大東村 | 昭和42年2月1日 須賀川市に編入 | 須賀川市           | 須賀川市           |
|                    | 上小山田村         | 川東村             | 昭和30年1月1日 大東村 | 昭和42年2月1日 須賀川市に編入 | 須賀川市           | 須賀川市           |
|                    | 下小山田村         | 川東村             | 昭和30年1月1日 大東村 | 昭和42年2月1日 須賀川市に編入 | 須賀川市           | 須賀川市           |

## 大字
- 雨田（あめだ）
- 市野関（いしのせき）
- 大栗（おおぐり）
- 上小山田（かみおやまだ）
- 小作田（こさくだ）
- 下小山田（しもおやまだ）
- 田中（たなか）
- 日照田（ひでりだ）
- 狸森（むじなもり）

## 人口・世帯

### 人口
総数 [単位： 人]
| 1965年（昭和40年） | 7,137 |

### 世帯
総数 [単位： 世帯]
| 1965年（昭和40年） | 1,296 |

## 交通（廃止直前）

### 鉄道
- 日本国有鉄道（ → 東日本旅客鉄道）
  - ■水郡線
    - 川東駅